# Roger Hunt
Roger Hunt MBE (født 20. juli 1938 i Golborne, England, død 27. september 2021) var en engelsk fodboldspiller, der som angriber på det engelske landshold var med til at vinde guld ved VM i 1966. Han deltog også ved VM i 1962 og EM i 1968.
På klubplan var Hunt tilknyttet de engelske klubber Liverpool F.C. og Bolton Wanderers, hvoraf langt den største del af tiden blev tilbragt hos Liverpool. Her var han med til at vinde to engelske mesterskaber og én FA Cup-titel.
Hunt blev i 2000 optaget i Order of the British Empire, og kaldt Sir af Liverpools tilhængere selvom han aldrig blev slået til ridder, men for sin gentleman-opførsel og beskedne gemyt.